# جاكوب دلامينى
جاكوب دلامينى (بالإنجليزية: Jacob Dlamini)‏ هو كاتب جنوب أفريقي، ولد في 29 يناير 1973.